# Де Сенневиль, Поль
Поль де Сенневиль (30 июля 1933, Париж — 23 июня 2023) — французский композитор и музыкальный продюсер.

## Карьера
Поль де Сенневиль начал свою карьеру в качестве журналиста, работающего во французских газетах, таких как France Soir. Позже он также работал продюсером телепрограмм.

## Музыкальная карьера
В качестве директора звукозаписывающей компании Delphine Records он начал новую карьеру на основе своей страсти в жизни: музыки.
Написав свою первую песню в 1962 году, он создал музыку для многих саундтреков к фильмам, выпущенным французскими компаниями Universe Galaxie и Daber Films. В 1968 году, управляя карьерой Мишеля Польнареффа, он познакомился с Оливье Туссеном, и позже они сформировали успешное партнерство по написанию песен. Их песни были записаны крупными французскими исполнителями: Мирей Матье, Мишель Торр, Кристоф, Эрве Вилар, Далида, Петула Кларк и Клод Франсуа . Это партнерство насчитывает более 100 миллионов пластинок, проданных на международном уровне. В партнерстве с лириком Жаном-Лу Дабади он написал Tous les bateaux, tous les oiseaux — французский хит, записанный Мишелем Польнареффом.
Очень скоро пара втянулась в производство. Они основали группу Pop Concerto Orchestra, в которой Туссен играл ведущую роль. Вскоре после этого они запустили свою вторую группу Anarchic System, которая продюсировала рок-н-ролл. За 5 лет две группы продали миллионы пластинок.

## Его композиции
- Доланнес Мелоди (1975)
- Баллада для Аделины (1977)
- Комиссионная любовь (1978)
- Les jardins de Monaco (с Оливье Туссеном) (1978)
- Свадьба любви (1978)
- Lettre à ma mère (1979)
- Сувенир д’энфанс (1985)
- Элеана (1987)
- Стрелец (1988)
- Песня окарины (1991)
- Сувениры Comme ils sont loin les (1994)
- Венгерская соната (1997)
- Китайский сад (1998)
- Принцесса пустыни (1999)
- J’aime les gens qui s’aiment (2001)
- Pour tout l’amour du monde (2004)
- Tous Les Bateaux, Тус Ле Уазо

## Композиции для кино
- 1974 Convoi de femmes
- 1974 Par ici la monnaie
- 1974 Célestine... bonne à tout faire
- 1974 Un linceul n'a pas de poches
- 1975 Tamara ou Comment j’ai enterré ma vie de jeune fille
- 1975 Comment se divertir quand on est cocu mais intelligent
- 1975 Pleins feux sur un voyeur
- 1975 L’arrière-train sifflera trois fois
- 1976 French érection
- 1977 Des collégiennes très … speciales
- 1977 Un amour de sable
- 1978 Et vive la liberté!
- 1978 Les putes infernales
- 1979 Une femme spéciale
- 1979 La nuit de l'été
- 1983 Baby Cat
- 1984 Irreconcilable Differences

## Доланнес Мелоди
Успех «Dolannes Mélodie» положил начало карьере трубача Жана-Клода Борелли . Песня заняла первое место в чартах Франции, Швейцарии, Бельгии, а затем Германии, Австрии и Нидерландов. Он занял первое место в Южной Америке, а затем и в Японии.
В 1978 году По представлял Францию и Монако на конкурсе песни «Евровидение 1978» со своей композицией Les jardins de Monaco в качестве дуэта. В 1976 году он и Оливье были номинированы на престижную премию César Award за лучшую оригинальную музыку (César — французский аналог «Оскара») за музыку к фильму "Un linceul n’a pas de poches". Ему был присвоен титул графа — титул французского дворянина.

## Delphine Records
В начале 1970-х Пол и Оливье основали собственный лейбл Delphine Records, названный в честь первой дочери Пола, Дельфины Дешодт. Delphine является ведущим французским музыкальным экспортером и специалистом в области инструментальной музыки.
Помимо Жан-Клода Борелли, они открыли для себя французских инструменталистов, таких как Ричард Клайдерман (1976), Николя де Анджелис (1981) и Диего Модена (1991).
Де Сенневиль и Туссен сотрудничали с известными французскими аранжировщиками, такими как Жерар Салесес, Эрве Рой, Бруно Рибера и Марк Минье. Их основные музыкальные произведения были посвящены музыке Клайдермана.
«Ballade pour Adeline(Баллада для Аделины)», «A Comme Amour» и «Lettre à ma Mère» — самые известные хиты Клайдермана. Эти мелодии были первоначально сочинены де Сенневилем. Он написал около 400 мелодий для Клайдермана. Туссен и Жан Бодло — его партнеры по композиции.
Группа Delphine представляет 15 компаний, таких как компания по производству рекламных фильмов и клипов, агентство по рекламе и кастингу актеров и кастинговое агентство, а также два модельных агентства. У них есть 4 студии звукозаписи в их частном отеле.

## Личная жизнь
Поль де Сенневиль любил классическую музыку. Джузеппе Верди — один из его любимых композиторов. Он коллекционировал современные картины и антиквариат. Ему принадлежала статуя лошади работы Сальвадора Дали.
Он был владельцем скаковой лошади L’Amiral Mauzun, работавшей с Жаном-Филиппом Дюше. Лошадь выиграла Elitloppet в 2007 году среди других гонок.
Поль де Сенневиль якобы не умел ни читать, ни писать, ни музицировать. Он пел на небольшой магнитофон дома или в своей студии. Затем он вызывал пианиста (или аранжировщика), чтобы тот помог ему сделать аранжировку, прежде чем записать её с большим ансамблем.
Скончался 23 июня 2023 года на 90-м году жизни.